# Gianfranco La Grassa
Gianfranco La Grassa (Conegliano, 19 gennaio 1935) è un economista e saggista italiano.

## Biografia
La Grassa nasce a Conegliano, in provincia di Treviso, da una famiglia di remote origini in parte siciliane. Diplomatosi nel 1954 presso la scuola enologica di Conegliano, si iscrisse all'Università Ca' Foscari di Venezia ma, avendo iniziato a lavorare nel settore tecnico-produttivo dell'industria paterna di vini e vermut, non ne seguì le lezioni. Dopo alcuni anni però si trasferì a studiare all'Università degli Studi di Parma, dove insegnava il senatore PCI Antonio Pesenti, con cui La Grassa aveva intrapreso uno scambio epistolare. Nel luglio 1964 si laureò in Economia e Commercio discutendo la tesi Modelli di sviluppo e dualismo in un'economia, che ottenne la lode e un premio della Confindustria. Antonio Pesenti nel frattempo aveva ottenuto una cattedra all'Università di Pisa, dove fu raggiunto da La Grassa, qualche mese dopo la laurea, in qualità di assistente volontario e poi di ruolo.
Nel 1970 Editori Riuniti pubblicò il Manuale di Economia di Antonio Pesenti, con l'appendice microeconomica a cura di Gianfranco La Grassa. Questi continuò a formarsi dapprima in un corso di specializzazione alla Svimez, dunque in Francia, nel biennio 1970-1971, studiando con Charles Bettelheim all'École pratique des hautes études presso la sezione di Scienze Economiche e Sociali.
Tra il 1972 e il 1981 fu professore associato a Pisa e dal 1979 all'Università Ca' Foscari Venezia, sino al pensionamento, avvenuto nel 1996. A partire dagli anni '70 Gianfranco La Grassa intervenne su svariate riviste, in particolare su Critica marxista, l'organo teorico del PCI. La Grassa è stato, assieme a Costanzo Preve, tra i fondatori del Centro Studi di Materialismo Storico, attivo a Milano tra il 1983 e il 1993.

## Pensiero
Il pensiero di Gianfranco La Grassa può essere schematicamente suddiviso in tre fasi: marxismo critico (anni 70), capitalismo
lavorativo (anni 80) e conflitto strategico (dal 1996). In particolare, il nuovo paradigma del "conflitto strategico" è stato coerentizzato a partire dal 2005.
Nella fase del marxismo critico si inseriscono riflessioni di ispirazione althusseriana, "ma con sostanziale originalità", influenzate dal periodo trascorso a Parigi per studiare con Charles Bettelheim. In tali opere si individua la centralità dei rapporti sociali di produzione, ossia la forma delle relazioni tra produttori all'interno di un modo di produzione, operando una lettura filologica, ma anche innovativa, di concetti marxisti e della teoria marxiana del valore. L'insistenza sul potere di disposizione (possesso reale) dei mezzi di produzione - occultata dall'umanesimo, dall'economicismo e dallo storicismo - permetteva di studiare e criticare, con vene maoiste, la natura sociale dell'Unione Sovietica pur continuando a professarsi marxista.
Le riflessioni sul capitalismo lavorativo degli anni '80 si concentrano sull'articolazione tecnico-organizzativa del processo di lavoro, che "comanderebbe" la divisione sociale, e intesa come "struttura riproduttiva portante del modo di produzione capitalistico".
A partire dal 1996 ha smesso di definirsi marxista, ma non per questo ha abbandonato alcune categorie concettuali di Marx, né uno sguardo critico nei confronti della totalità sociale. Nel suo ripensamento, La Grassa ha messo in discussione la centralità marxiana della proprietà dei mezzi di produzione, dalla quale sarebbero dovuti scaturire la centralizzazione dei capitali e il superamento del capitalismo, cose oggettivamente non avvenute, secondo il professore veneto.
Soprattutto con la pubblicazione de "Gli strateghi del capitale" nel 2005, l'economista tenta di divincolarsi dall'idea marxiana di un processo storico governato dalla lotta fra capitale e lavoro salariato, cercando di interpretare il conflitto non più fra classi dominanti e classi dominate ma fra classi infradominanti, parafrasando quindi la frase di apertura del Manifesto e ricostruendo la teoria partendo dall'assunto che "la storia di ogni società esistita fino a questo momento è la storia di lotte fra classi dominanti".
Nella più recente teoria del conflitto strategico l'attenzione è per il "campo di forze che innerva permanentemente l’intera formazione sociale complessiva", con le strategie tra agenti sociali in reciproco scontro per raggiungere un certo grado di supremazia, soprattutto nello scenario geopolitico contemporaneo. Tali agenti opererebbero non con razionalità strumentale ed economicamente misurabile, bensì con una razionalità di tipo strategico-politico. A tutto ciò sarebbe soggiacente uno squilibrio incessante che vedrebbe l'alternanza di fasi capitalistiche policentriche e monocentriche; La Grassa così rivisita anche le teorie sull'imperialismo di Lenin.

## Opere
- Gianfranco La Grassa, Microeconomia. L'impostazione soggettivistica in economia, Appendice II in  Antonio Pesenti, Manuale di Economia Politica, I, Roma, Editori Riuniti, 1970.
- Gianfranco La Grassa, Struttura economica e società, Roma, Editori Riuniti, 1973, ISBN 978-8835905448.
- Gianfranco La Grassa, Valore e formazione sociale, Roma, Editori Riuniti, 1975, ISBN 978-8835907930.
- Gianfranco La Grassa, Riflessioni sulla merce, Editori Riuniti, Roma, 1977.
- Gianfranco La Grassa e Maria Turchetto, Dal capitalismo alla società di transizione, Milano, Franco Angeli, 1978.
- Gianfranco La Grassa, Maria Turchetto, Franco Soldani, Quale marxismo in crisi?, Dedalo, Bari, 1979,  ISBN 9788822037237.
- Gianfranco La Grassa, Il valore come astrazione del lavoro, Dedalo, Bari, 1980, ISBN 9788822001702.
- Gianfranco La Grassa, Dinamiche strutturali del capitalismo, Dedalo, Bari, 1983, ISBN 9788822038029.
- Gianfranco La Grassa, Movimenti decostruttivi, Dedalo, Bari, 1985, ISBN 9788822038142.
- Gianfranco La Grassa, Le transizioni capitalistiche, Roma, Ediesse, 1986, ISBN 9788823009844.
- Gianfranco La Grassa, L'inattualità di Marx, Franco Angeli, 1989, Milano, ISBN 9788820431679.
- Gianfranco La Grassa, Edoardo De Marchi, Franco Soldani, Capitalismo e costituzione di società, Franco Angeli, Milano, 1989, ISBN 9788820434366.
- Gianfranco La Grassa e Marco Bonzio, Il capitalismo lavorativo e la sua ri-mondializzazione, Milano, Franco Angeli, 1990, ISBN 9788820464721.
- Gianfranco La Grassa, Introduzione a  Charles Bettelheim e Paul Sweezy, Il socialismo irrealizzato, Roma, Editori Riuniti, 1992, ISBN 9788835935636.
- Gianfranco La Grassa, Le transizioni capitalistiche, Futura, 1994, ISBN 8823009847.
- Gianfranco La Grassa, Edoardo De Marchi. Maria Turchetto, Per una teoria della società capitalistica. La critica dell’economia politica da Marx al marxismo, Carocci, 1994, ISBN 8843001094.
- Gianfranco La Grassa, Il teatro dell’assurdo, Punto Rosso, Milano, 1995.
- Gianfranco La Grassa, La fine di una teoria. Il collasso del marxismo storico del Novecento, Unicopli, 1996, ISBN 9788840004099.
- Gianfranco La Grassa e Costanzo Preve, La fine di una teoria, Milano, Unicopli, 1996, ISBN 9788840004099.
- Gianfranco La Grassa, Lezioni sul capitalismo, Bologna, CLUEB, 1996, ISBN 9788880913238.
- Gianfranco La Grassa, Scritti di metodo e dintorni, Unicopli, 1996, ISBN 8840004335.
- Gianfranco La Grassa, Microcosmo del dominio. Critica delle ideologie economicistiche dell’impresa, CRT, Pistoia, 1998, ISBN 8887296022.
- AA.VV., Le manifeste communiste aujourd'hui, Par Gianfranco La Grassa, Lea transformations du capitalisme, Atelier, 1998, ISBN 2708233785.
- Gianfranco La Grassa, Il comunismo fallibile. A 150 anni dal «Manifesto», CRT, Pistoia, 1998, ISBN 8887296057.
- Gianfranco La Grassa, Dai tre mondi alla globalizzazione capitalistica, CRT, Pistoia, 1998, ISBN 9788887296068.
- Gianfranco La Grassa, La tela di Penelope. Conflitto, crisi e riproduzione nel capitalismo, CRT, Pistoia, 1999, ISBN 9788887296655.
- Gianfranco La Grassa, Considerazioni del dopoguerra. Insegnamenti dell’aggressione Usa (e NATO) alla Jugoslavia, CRT, Pistoia, 1999, ISBN 9788887296600.
- Gianfranco La Grassa, Edoardo De Marchi, Maria Turchetto, Oltre il fordismo. Continuità e trasformazioni nel capitalismo contemporaneo, Unicopli, 1999, ISBN 8840005587.
- Gianfranco La Grassa, M. Cogliore, G. Fullini, Passo doppio. Le classi dirigenti italiane nel passaggio dalla prima alla seconda Repubblica, Unicopli, 2000, ISBN 9788840006505.
- Gianfranco La Grassa, Imperialismo: Teoria e epoca di crisi, Pistoia, C.R.T. 2003, ISBN 8888172173
- Gianfranco La Grassa, Il capitalismo oggi. Dalla proprietà al conflitto strategico. Per una teoria del capitalismo, Unicopli, 2004, ISBN 8875880999.

- Gianfranco La Grassa, Gli strateghi del capitale. Una teoria del conflitto oltre Marx e Lenin, Roma, Manifestolibri, 2005, ISBN 9788872854495.
- Gianfranco La Grassa, Contro. L’ideologia e la politica del capitalismo sub(dominante), introduzione di Gianni Petrosillo, Ermes, Potenza, 2008, ISBN 9788885694514.
- Gianfranco La Grassa, Il gioco degli specchi. Destra e Sinistra: due facce di una politica in decomposizione, Ermes, Potenza, 2006, ISBN 9788887687576.
- Gianfranco La Grassa, Finanza e poteri, Roma, Manifestolibri, 2008, ISBN 9788872855423.
- Gianfranco La Grassa, Tutto torna ma diverso. Capitalismo o capitalismi?, Milano-Udine, Mimesis, 2009, ISBN 9788884839459.
- Gianfranco La Grassa, Due passi in Marx. Per uscirne infine, Il Poligrafo, 2010, ISBN 978-88-7115-707-8.
- Gianfranco La Grassa, Oltre l'orizzonte. Verso una nuova teoria dei capitalismi, Besa, 2011, ISBN 8836291007.
- Gianfranco La Grassa, L’altra strada. Per uscire dall’impasse teorica, Mimesis, 2013, ISBN 9788857514437.

- Gianfranco La Grassa, Navigazione a vista. Un porto in disuso e nuovi moli, introduzione di Gianni Petrosillo, Milano-Udine, Mimesis, 2015, ISBN 9788857527994.
- Gianfranco La Grassa, Tarzan vs Robinson, introduzione di Gianni Petrosillo, Piazza Editore, 2016, ISBN 8863411409.
- Gianfranco La Grassa, Gianni Petrosillo, Mauro Tozzato, L'illusione perduta. Dal modello marxiano verso il futuro, Milano, NovaEuropa Edizioni, 2017, ISBN 9788885242036.
- Gianfranco La Grassa, In Cammino verso una nuova epoca, introduzione di Gianni Petrosillo, Avatar Edizioni, ISBN 9781907847448.
- Gianfranco La Grassa, Crisi economiche e mutamenti (geo)politici, introduzione di Gianni Petrosillo, Milano-Udine, Mimesis, 2019, ISBN 9788857552163.
- Gianfranco La Grassa e Orazio Maria Gnerre, Dialogo sul conflitto, Napoli, Editoriale Scientifica, 2019, ISBN 9788893915397.
- Gianfranco La Grassa, Denaro e forme sociali, introduzione di Gianni Petrosillo, Avatar Edizioni, 2019, ISBN 9781907847578.
- Gianfranco La Grassa, Da Marx in poi. Ripensiamo nuovi possibili percorsi, introduzione di Gianni Petrosillo, Milano, Mimesis, 2020, ISBN 9788857565699.
- Gianfranco La Grassa, Gianni Petrosillo, Per una forza nuova, Chieti, Solfanelli, 2021, ISBN 8833053067.
- Gianfranco La Grassa, Dal marxismo al conflitto strategico, introduzione di Gianni Petrosillo, Vicenza, undici, 2022, ISBN 9788894823912.
- Gianfranco La Grassa, Un nuovo percorso teorico, introduzione di Gianni Petrosillo, Chieti, Solfanelli, 2023, ISBN 8833054225.